# 野獸家族 (電視劇)
《野獸家族》（英語：Animal Kingdom）是一部由喬納森·利斯科（英語：Jonathan Lisco）開發的美國犯罪劇情電視劇集。本劇改編自2010年澳大利亞同名電影，該電影由本劇的執行製片人大衛·米奇歐和麗茲·瓦茨共同製作。
《野獸家族》於2016年6月14日在TNT首播，第一季共10集。從第二季開始，隨後的每一季都由13集組成。第二季於2017年5月30日首播；第三季於2018年5月29日首播；第四季於2019年5月28日首播；第五季於2021年7月11日首播；而第六季也是最後一季於2022年6月19日首播。本劇在6季共75集之後於2022年8月28日完結。在原創節目停止製作之前，這是在TNT播出的倒數第二部有劇本的原創劇集。

## 概要
劇集以17歲的約舒亞·“傑”·高迪（英語：Joshua "J" Cody）為中心，在他的母親去世後，他搬去與疏遠的親戚“高迪家族”居住，他們在加利福尼亚州歐申賽德經營著一家犯罪家族企業，該企業由備受尊敬的女族長珍妮·“卡皮巴拉”·高迪（英語：Janine "Smurf" Cody）管理。
高迪家族參與了許多犯罪活動，並通過各種抢劫行動來賺錢。這些行動由傑的叔叔們負責進行，其中包括發號施令的藍精靈養子巴利·“巴茲”·布萊克威爾（英語：Barry "Baz" Blackwell）、藍精靈最年長和最危險的兒子安德魯·“教宗”·高迪（英語：Andrew "Pope" Cody）、堅韌無畏的二兒子基克·高迪（英語：Craig Cody）以及神經質和多疑的小兒子德蘭·高迪（英語：Deran Cody）。高迪家族的其他成員包括巴茲的女朋友嘉芙蓮·貝倫（英語：Catherine Belen）和他們的女兒蓮娜（英語：Lena）、傑的女朋友兼高中同學妮琪·貝爾蒙特（英語：Nicky Belmont）、巴茲的墨西哥情婦露絲（英語：Lucy）以及一名年輕的幫派成員米雅·貝尼特斯（英語：Mia Benitez）。
1977年、1984年、1992年和1999年還描繪了年輕的藍精靈，她當時是一群職業罪犯的成員，同時正在建立她未來的犯罪企業。她的犯罪組織成員包括她時斷時續的男友積克·鄧莫爾（英語：Jake Dunmore），她的組織領袖文尼（英語：Manny），她自己後來的孩子——青少年的安德魯和巴茲以及她唯一的女兒茱莉亞·高迪（英語：Julia Cody）。

## 演員與角色

### 主要角色
- 埃伦·巴尔金 飾演 珍妮·“藍精靈”·高迪（英語：Janine "Smurf" Cody）（第一至四季）：高迪家族的強硬女族長和傑疏遠的外婆，她在加利福尼亚州歐申賽德經營著一家備受尊敬的犯罪企業。她非常保護她的家人，並對他們表現出近乎亂倫的愛。
  - 里米亞·卡斯普扎克（英語：Rimea Kasprzak） 飾演 青少年的珍妮·“藍精靈”·高迪（英語：Teenage Janine "Smurf" Cody）（第一季客串角色）：出現在1966年閃回片段中。
  - 萊拉·喬治（英语：Leila George） 飾演 年輕的珍妮·“藍精靈”·高迪（英語：Young Janine "Smurf" Cody）（第五至六季主要角色；第四季常設角色）：出現在1977、1984、1992和1999年閃回片段中，作為一群無情的職業罪犯中的一員，她在撫養一個年輕家庭的同時也發展了她的犯罪技能。
- 斯科特·斯比德曼 飾演 巴利·“巴茲”·布萊克威爾（英語：Barry "Baz" Blackwell）（第一至三季主要角色；第六季客串角色）：藍精靈的養子，高迪家族搶劫行動的領導者，但開始疑惑藍精靈是如何管理他們的工作。
  - 里夫·貝克（英語：Reeve Baker） 飾演 年幼的巴利·“巴茲”·布萊克威爾（英語：Young Barry "Baz" Blackwell）（第五季客串角色）：出現在1984年閃回片段中。
  - 達倫·曼（英语：Darren Mann） 飾演 青少年的巴利·“巴茲”·布萊克威爾（英語：Teenage Barry "Baz" Blackwell）（第六季常設角色）：出現在1992和1999年閃回片段中。
- 蕭恩·哈特西 飾演 安德魯·“教宗”[a]·高迪（英語：Andrew "Pope" Cody）：最大的高迪兒子，一生中大部分時間都患有精神疾患和强迫症，甚至考慮過自殺。由於銀行搶劫工作出了問題而在佛森州立監獄（英语：Folsom State Prison）服刑三年後，他重返高迪家族。
  - 休斯頓·塔（英語：Houston Towe） 飾演 年幼的安德魯·高迪（英語：Young Andrew Cody）（第五季常設角色）：出現在1984年閃回片段中。
  - 凱文·索拉克（英語：Kevin Csolak） 飾演 青少年的安德魯·“教宗”[a]·高迪（英語：Teenage Andrew "Pope" Cody）（第六季常設角色）：出現在1992和1999年閃回片段中。
- 本·羅布森（英语：Ben Robson） 飾演 基克·高迪（英語：Craig Cody）：中間的高迪兒子，他偏愛毒品和極度危險的活動。他經常無法預測，而且不如他的兄弟可靠，他在犯罪的生活方式和派對中找到樂趣。他還與他的毒販女友蕾恩·蘭德爾保持著斷斷續續的關係。
  - 奧茲·卡爾文（英語：Oz Kalvan） 飾演 年幼的基克·高迪（英語：Young Craig Cody）（第六季常設角色）：出現在1992年閃回片段中。
  - 傑克·邁克爾·多克（英語：Jack Michael Doke） 飾演 年幼的基克·高迪（英語：Young Craig Cody）（第六季客串角色）：出現在1999年閃回片段中。
- 傑克·韋瑞（英语：Jake Weary） 飾演 德蘭·高迪（英語：Deran Cody）：最小的高迪兒子和前競技衝浪者，並不像他的哥哥們那麼無情。他試圖與高迪家族的犯罪活動保持距離，並與他的衝浪者男朋友阿德里安·多蘭（英語：Adrian Dolan）關係複雜。
  - 賽勒斯·布隆伯格（英語：Cyrus Blomberg） 飾演 年幼的德蘭·高迪（英語：Young Deran Cody）（第六季常設角色）：出現在1992年閃回片段中。
  - 德克斯特·霍伯特（英語：Dexter Hobert） 飾演 年幼的德蘭·高迪（英語：Young Deran Cody）（第六季客串角色）：出現在1999年閃回片段中。
- 芬恩·科爾（英语：Finn Cole） 飾演 約舒亞·“傑”·高迪（英語：Joshua "J" Cody）：藍精靈的孫子，在母親茱莉亞·高迪去世後搬到高迪家族的莊園與外婆和叔叔們一起居住，母親茱莉亞是藍精靈唯一的女兒和教宗的雙胞胎妹妹。他必須迅速適應家族犯罪的生活方式，並且他是唯一一個會質疑藍精靈的人。
- 丹妮拉·阿隆索（英语：Daniella Alonso） 飾演 嘉芙蓮·貝倫（英語：Catherine Belen）（第一季）：巴茲的女朋友，也是他們女兒蓮娜·布萊克威爾的母親。教宗過去也對她有過痴迷。
- 莫莉·戈登 飾演 妮琪·貝爾蒙特（英語：Nicky Belmont）（第一至三季）：傑的女友兼高中同學，與高迪家族關係密切。
- 卡羅琳娜·格拉（英语：Carolina Guerra） 飾演 露絲（英語：Lucy）（第二至三季主要角色；第一季常設角色）：巴茲來自墨西哥的情婦，與他有反復的戀情。她和她的兄弟馬可也是一個墨西哥幫派的頭目。
- 蘇維·羅德里格斯（西班牙語：Sohvi Rodriguez） 飾演 米雅·貝尼特斯（英語：Mia Benitez）（第四季主要角色；第三季常設角色）：一個在幫派中長大的堅強年輕女子，該幫派由她鋒芒畢露的表哥皮特·特魯希略領導。
- 喬恩·比弗斯（英語：Jon Beavers） 飾演 年輕的積克·鄧莫爾（英語：Young Jake Dunmore）（第五季主要角色；第四季常設角色）：從1977年到1984年，藍精靈的一群無情職業罪犯的成員以及她時斷時續的男朋友。
  - 傑克·康利（英语：Jack Conley (actor)） 飾演 積克·鄧莫爾（英語：Deran Cody）（第一和四季客串角色；第二季常設角色）：當今的積克·鄧莫爾，基克的父親。
- 里戈·桑切斯（英語：Rigo Sanchez） 飾演 文尼（英語：Manny）（第五季主要角色；第四季常設角色）：從1977年到1984年，藍精靈的一群無情職業罪犯的領袖。他還在第二季當今年代中短暫出現，由一位不記名的演員飾演。

## 集數
| 季數 | 集数 | 集数 | 首播日期      | 首播日期      | 首播日期 |
| 季數 | 集数 | 集数 | 首映          | 季终          | 电视网   |
| ---- | ---- | ---- | ------------- | ------------- | -------- |
| 1    | 10   | 10   | 2016年6月14日 | 2016年8月9日  | TNT      |
| 2    | 13   | 13   | 2017年5月30日 | 2017年8月29日 | TNT      |
| 3    | 13   | 13   | 2018年5月29日 | 2018年8月21日 | TNT      |
| 4    | 13   | 13   | 2019年5月28日 | 2019年8月20日 | TNT      |
| 5    | 13   | 13   | 2021年7月11日 | 2021年10月3日 | TNT      |
| 6    | 13   | 13   | 2022年6月19日 | 2022年8月28日 | TNT      |

## 製作
TNT於2015年5月訂購《野獸家族》的試播集；2015年7月，埃伦·巴尔金和斯科特·斯比德曼率先出演劇集，分別飾演女族長藍精靈和她的養子巴茲。8月，芬恩·科爾和傑克·韋瑞加入飾演傑和德蘭，蕭恩·哈特西和本·羅布森隨後很快被選中飾演剩下的高迪兄弟教宗和基克。丹妮拉·阿隆索後來被宣佈飾演巴茲的妻子嘉芙蓮，莫莉·戈登則飾演傑的女友妮琪。
項目於2015年12月宣佈被訂購10集。劇集於2016年6月14日首播；2016年7月6日，TNT續訂第二季總共13集。7月27日，TNT宣布續訂第三季，該季將於2018年5月29日首播。2018年7月2日，TNT續訂第四季。第四季的製作於2019年1月10日開始，並於2019年5月28日首播。
2019年7月24日，TNT續訂第五季。2020年3月16日，由於全球COVID-19大流行，第五季的製作暫停“直至另行通知”。第五季的製作已於2020年9月7日恢復，而拍攝於2020年12月11日結束。2021年1月14日，TNT在第五季首播之前續訂第六季也是最後一季。最後一季的製作於2021年3月6日開始，而本季的拍攝於2021年8月12日結束。

## 迴響

### 評價
《野獸家族》第一季收到影評人的多數好評。根据評論匯總网站爛番茄汇总的34篇评论文章，76%的评论家给予该作正面评价，使之獲得「認證新鮮」標識，平均打分为6.90分（满分10分）」第一季在Metacritic網站上得到「正面評論為主」，獲得了65/100分（28位影評人）。

### 收視率
| 季數 | 播出時間（ET） | 集數 | 首映          | 首映          | 季終          | 季終          | 18–49歲 收視 平均 | 平均 收視人数 （百萬） |
| 季數 | 播出時間（ET） | 集數 | 日期          | 收視 （百萬） | 日期          | 收視 （百萬） | 18–49歲 收視 平均 | 平均 收視人数 （百萬） |
| ---- | -------------- | ---- | ------------- | ------------- | ------------- | ------------- | ----------------- | ---------------------- |
| 1    | 星期二 21:00   | 10   | 2016年6月14日 | 1.31          | 2016年8月9日  | 1.51          | 0.43              | 1.27                   |
| 2    | 星期二 21:00   | 13   | 2017年5月30日 | 1.19          | 2017年8月29日 | 1.41          | 0.38              | 1.17                   |
| 3    | 星期二 21:00   | 13   | 2018年5月29日 | 1.61          | 2018年8月21日 | 1.37          | 0.39              | 1.31                   |
| 4    | 星期二 21:00   | 13   | 2019年5月28日 | 1.35          | 2019年8月20日 | 1.39          | 0.33              | 1.21                   |
| 5    | 星期日 21:00   | 13   | 2021年7月11日 | 0.76          | 2021年10月3日 | 0.68          | 待定              | 待定                   |
| 6    | 星期日 21:00   | 13   | 2022年6月19日 | 0.47          | 2022年8月28日 | 0.90          | 待定              | 待定                   |

### 榮譽
| 年份 | 獎項          | 類別                                        | 入圍者                                             | 結果 | 來源   |
| ---- | ------------- | ------------------------------------------- | -------------------------------------------------- | ---- | ------ |
| 2017 | 金捲軸獎      | 最佳音效剪輯——電視短形式音樂 （英語：Best Sound Editing - Short Form Music in Television）     | 特洛伊·哈迪（英語：Troy Hardy） ；憑“What Have You Done”一集 | 提名 |        |
| 2017 | 土星獎        | 最佳動作／驚悚電視劇集                      | 《野獸家族》                                       | 提名 |        |
| 2018 | ReFrame Stamp | 電視（2017-2018） （英語：Television (2017-2018)）                | TNT ；憑《野獸家族》第二季                         | 獲獎 |        |
| 2018 | 土星獎        | 最佳動作／驚悚電視劇集                      | 《野獸家族》                                       | 提名 | [ 40 ] |
| 2022 | 青年艺术家奖  | 最佳電視劇集演出：常設青年男演員 （英語：Best Performance in a TV Series: Recurring Young Actor） | 休斯頓·塔（英語：Houston Towe）                                | 提名 |        |

## 國際廣播
在澳大利亞和印度可以在Netflix上觀看，劇集每週都會增加新集數。
在加拿大，劇集在CTV戲劇頻道播出，所有劇季都可在Netflix和Crave上觀看。從第四季開始，劇集與最初的TNT廣播在同一天和同一時間在CTV戲劇頻道上播出。
在法國，劇集自2018年2月8日起在華納電視頻道播出。
在巴西，劇集可在StarzPlay和HBO Max上觀看。

## 家庭媒體
第一季於2017年4月28日以DVD和藍光格式發行。每套光碟都包含幕後花絮和刪除鏡頭。前兩季DVD的家庭媒體由華納兄弟家庭娛樂公司發行。

## 外部連結
- 互联网电影数据库（IMDb）上《野獸家族》的资料（英文）
- 爛番茄上《野獸家族》的資料（英文）
- Metacritic上《《野獸家族》》的資料